# Bernhard von Lindenau
Bernhard August von Lindenau (Altenburg, 11 giugno 1780 – Windischleuba, 21 maggio 1854) è stato un astronomo e politico tedesco, collezionista d'arte e filantropo.

## Biografia
Studiò giurisprudenza presso l’Università di Lipsia, lavorò quindi come funzionario del Ducato di Sassonia-Gotha-Altenburg dapprima ad Altenburg e dal 1801 a Gotha. In questo periodo incominciò ad interessarsi di astronomia presso l’osservatorio di Seeberg con Franz Xaver von Zach. Dello stesso osservatorio fu nominato direttore dal Duca Augusto di Sassonia-Gotha-Altenburg venendo in contatto con Carl Friedrich Gauss. Dal  1807 al 1813 pubblicò la rivista scientifica  Monatliche Correspondenz zur Beförderung der Erd- und Himmels-Kunde. Dopo che l’osservatorio fu saccheggiato dai francesi nel 1813, prese parte alla guerra di liberazione come Aiutante Generale del Duca Carlo Augusto di Sassonia-Weimar-Eisenach.
 
Tra il 1815 ed il 1818 pubblicò una rivista di astronomia e scienze. Nel 1820 divenne Ministro e fece parte del Consiglio Privato a Gotha. Dopo la riorganizzazione dei ducati della Turingia nel Regno di Sassonia, fu dal 1827 al servizio di tale regno dapprima come membro del Consiglio Privato e successivamente, dopo la promulgazione della Costituzione, come Ministro sino al 1843. Fece  parte come membro onorario della American Academy of Arts and Sciences e  dell’Accademia Reale Olandese delle Arti e delle Scienze. Donò alla città di Altenburg  tutte le opere d’arte raccolte in vita, soprattutto opere del Rinascimento italiano, a condizione di creare un museo (il Lindenau-Museum) che, completato nel 1876, è tutt’oggi esistente.

## Onorificenze
A Bernhard August von Lindenau la UAI ha intitolato il cratere lunare Lindenau e l'asteroide della fascia principale 9322 Lindenau.